# Tadeusz Kowalski (luchador)
Tadeusz Kowalski (4 de enero de 1972) es un deportista polaco que compitió en lucha libre. Ganó una medalla de plata en el Campeonato Europeo de Lucha de 1997, en la categoría de 58 kg.

## Palmarés internacional
| Campeonato Europeo | Campeonato Europeo | Campeonato Europeo | Campeonato Europeo |
| Año                | Lugar              | Medalla            | Categoría          |
| ------------------ | ------------------ | ------------------ | ------------------ |
| 1997               | Varsovia (Polonia) | Medalla de plata   | 58 kg              |